# Orchestre philharmonique de Munich
L’Orchestre philharmonique de Munich (Münchner Philharmoniker) est un orchestre symphonique allemand fondé en 1893 ; c’est l’un des principaux orchestres de la ville de Munich, avec l’Orchestre symphonique de la Radiodiffusion bavaroise et l’Orchestre de l’Opéra d’État de Bavière.

## Historique
Fondé en 1893 par Franz Kaim (de) sous le nom d’Orchestre Kaim (Kaim-Orchester), l’orchestre attire très vite les plus grands chefs, tel Gustav Mahler qui le dirige dès 1897, puis y crée ses Quatrième et Huitième Symphonies. De même Bruno Walter assure la création du Chant de la terre en 1911.  Felix Weingartner est le premier chef de renom à assurer la direction musicale, de 1898 à 1905, alors que le jeune Wilhelm Furtwängler y fait ses débuts le 19 février 1906.
À partir de 1910, l’orchestre se nomme Orchestre de la Société de concerts de Munich (Orchester des Münchener Konzertvereins).
La formation doit cesser ses activités pendant la Première Guerre mondiale, en raison du manque de financement – il ne recevait que des capitaux privés – et de la mobilisation de certains de ses membres. Il les reprend après la guerre avec le soutien de la ville de Munich, sous la direction du compositeur Hans Pfitzner, puis du brucknérien Siegmund von Hausegger. En 1928, l’orchestre prend son nom actuel de Münchner Philharmoniker.
Après la victoire des nazis en 1933, le talentueux Oswald Kabasta se fourvoie dans le soutien au régime d’Adolf Hitler.
Après la guerre, des questions matérielles se posent avec la reconstruction de la salle de concert détruite. Hans Rosbaud puis Rudolf Kempe redonnent tout son prestige à la formation munichoise.  En 1979, l’emblématique Sergiu Celibidache façonne l’orchestre à sa manière, comme en témoignent les nombreux enregistrements de concerts publiés à sa mort.
En 1985 est inaugurée la philharmonie du Gasteig, résidence actuelle de l'orchestre.
Depuis 1999, les nominations des chefs réputés James Levine et Christian Thielemann ont démontré l’intérêt accordé à cette formation, ainsi que Valery Gergiev depuis 2015.
Le 1er mars 2022, l’Orchestre philharmonique de Munich renvoie son chef d’orchestre Valery Gergiev qui ne s'est pas prononcé au sujet de l'invasion de l'Ukraine par la Russie en 2022 malgré les demandes, étant « réputé proche de Vladimir Poutine ».
Est nommé en 2023 pour lui succéder le chef d'orchestre israélien Lahav Shani, qui prendra ses fonctions en 2026.

## Chefs permanents
Comme chefs permanents de la formation se sont succédé :
- Hans Winderstein (en) (1893–1895) ;
- Hermann Zumpe (1895–1897) ;
- Ferdinand Löwe (1897–1898) ;
- Felix Weingartner (1898–1905) ;
- Georg Schnéevoigt (1905–1908) ;
- Ferdinand Löwe (1908–1914) ;
- Hans Pfitzner (1919–1920) ;
- Siegmund von Hausegger (1920–1938) ;
- Oswald Kabasta (1938–1944) ;
- Hans Rosbaud (1945–1948) ;
- Fritz Rieger (1949–1966) ;
- Rudolf Kempe (1967–1976) ;
- Sergiu Celibidache (1979–1996) ;
- James Levine (1999–2004) ;
- Christian Thielemann (2004-2011) ;
- Lorin Maazel (2012-2014) ;
- Valery Gergiev (2015-2022 ; limogé en mars 2022[2]) ;
- Lahav Shani (nommé en 2023, en poste à partir de 2026)[4].

## Créations
L'Orchestre philharmonique de Munich est le créateur de plusieurs œuvres, de Günter Bialas (de) (Concerto pour violon, 1949 ; Preisungen,1964 ; Lamento di Orlando, 1986), Victoria Borisova-Ollas (Angelus, 2008), Hans-Jürgen von Bose (Symbolum, 1988), Walter Braunfels, Cesar Bresgen (Totentanz, 1958), Anton Bruckner (Symphonie no 5 en si bémol majeur, 1935 ; Symphonie no 6 en la majeur, version originale, 1932 ; Symphonie no 9 en ré mineur, version originale, 1932), Johann Nepomuk David (Variations symphoniques sur un thème de Heinrich Schütz, 1943), Werner Egk (Vier Italienische Lieder, 1932 ; Columbus, 1934), Gottfried von Einem (Münchner Symphonie, 1985), Harald Genzmer (Symphonie no 3, 1986), Detlev Glanert (Symphonie no 2, 1990), Friedrich Gulda: Paradise Island, 1990), Joseph Haas, Peter Michael Hamel (en) (Die Lichtung, 1988), Georg Friedrich Haas (Bruchstück, 2007), Karl Amadeus Hartmann (Scherzo pour percussion, 1990), Wilfried Hiller (en) (Chagall-Zyklus, 1993), Karl Höller (Hymnen für Orchester, 1934 ; Sweelinck-Variationen, op. 56, 1951), Rudolf Kelterborn (Symphonie no 2, 1970), Wilhelm Kempff (Positano-Suite pour cordes, op. 72, 1995), Wilhelm Killmayer (Concerto pour piano, 1956), Nikolaï Korndorf (Sempre tutti, 1987), Witold Lutosławski (Interludium, 1990), Gustav Mahler (Symphonie no 4 en sol majeur, 1901 ; Symphonie no 8 « Les Mille » en mi bémol majeur, 1910 ; Le Chant de la Terre, 1911), Philipp Maintz (tríptico vertical pour soprano et grand orchestre, 2014), Joseph Marx, Siegfried Matthus (Die Windsbraut, 1986), Jan Müller-Wieland (en) (Egmonts Freiheit oder Böhmen liegt am Meer pour récitant, soprano, chœur, orgue et grand orchestre, 2014), Luigi Nono (Camminantes... Ayacucho, 1987), Krzysztof Penderecki (Symphonie no 3, commande, 1995), Hans Pfitzner (Symphonie, op. 36a, 1933), Max Reger (Symphonisches Rhapsodie, op. 147, pour violon et orchestre, 1932), Wolfgang Rihm (Unbenannt, 1986), Armin Schibler (Concerto pour piano, 1970), Alfred Schnittke (Concerto pour violoncelle, 1986), Ferit Tüzün (de), Manfred Trojahn (Symphonie no 5, commande, 2004), Jörg Widmann (Messe für Orchester, commande, 2005), Hugo Wolf (Scherzo et finale, 1940), Ermanno Wolf-Ferrari (Concerto pour violon, 1944) et Hans Zender (Kalligraphien, 1999), notamment.